# 1114 (numero)
Millecentoquattordici (1114) è il numero naturale dopo il 1113 e prima del 1115.

## Proprietà matematiche
- È un numero pari.
- È un numero composto con 4 divisori: 1, 2, 557, 1114. Poiché la somma dei suoi divisori (escluso il numero stesso) è 560 < 1114 è un numero difettivo.
- È un numero semiprimo.
- È parte delle terne pitagoriche (330, 1064, 1114), (1114, 310248, 310250).